# تحریک برقی وراپوستی
تحریک برقی وراپوستی (TENS یا TNS) یا به عبارتی تحریک اعصاب قسمت‌های مختلف بدن با ولتاژ خاص و پراب‌های مخصوص چسبی برای راه اندازی مجدد آنها در موارد آسیب دیدگی عصبی یا تحریک اعصاب قسمت‌های جنسی بدن برای هیجان بیشتر فرد انجام می‌شود. این عمل درواقع جنبهٔ پزشکی دارد و در فیزیوتراپی کاربرد گسترده‌ای دارد.
روش کلی کار به این شکل است که یک پرآب کاتد (منفی) و یک پرآب آند (مثبت) به قسمتی از بدن فرد که قرار است اعصابش تحریک شود متصل شده و جریان الکتریسیته وارد می‌شود.
این عمل باعث می‌شود سلول‌های عصبی برای فرستادن سیگنال‌های عصبی به مغز تحریک شده یا به صورت عامیانه وظیفهٔ خودشان را به یاد بیاورند و دوباره به حالت اول برگردند.
این کار بیشتر برای افرادی که اعصاب قسمتی از بدنشان به دلایل مختلف از جمله: ضرب‌دیدگی ـ شکستگی استخوان ـ جراحت ـ و… آسیب دیده‌است انجام می‌شود.